# Archocentrus centrarchus
Archocentrus centrarchus ist ein Süßwasserfisch aus der Familie der Buntbarsche, der in Mittelamerika im Einzugsgebiete des Río San Juan, im Managua- und Nicaraguasee und in anderen Flüssen, die in die Karibik mündenden, vorkommt.

## Merkmale
Männchen von Archocentrus centrarchus werden über 15 cm lang, Weibchen bleiben etwas kleiner. Die Fische sind hochrückig und von gelblich oliver bis gelblich grüner Grundfärbung, wobei die untere Körperhälfte bläulich schimmert. Bauch und Kehle sind gelb. Auf den Körperseiten finden sich sieben dunkle Querbänder, die unterbrochen sein können und teilweise bis auf Rücken- und Afterflosse reichen. Auf dem Kiemendeckel liegen zwei dunkle Flecken.
Archocentrus ähnelt seiner Schwestergattung Amphilophus hat aber eine runder wirkende Gestalt, bleibt kleiner (< 150 mm SL vs. 200 bis 300 mm SL), hat nur 13 Rumpfwirbel (vs. 14), eine erhöhte Anzahl von Afterflossenpterygiophoren von der ersten Hämalia (4 vs. > 2) und damit eine proportional erhöhte Anzahl von Flossenstacheln in der Afterflosse (normalerweise 10 vs. 7 in Amphilophus), eine erhöhte Anzahl von Flossenstacheln in der Rückenflosse. Von Cryptoheros und Amatitlania unterscheidet sich Archocentrus durch den fehlenden Geschlechtsdimorphismus hinsichtlich der Größe und der Färbung und der mehr zugespitzten Schnauze. Der Körper ist seitlich stärker abgeflacht und ähnelt hierin einigen südamerikanischen heroninen Buntbarschen, besonders der Gattung Heros. Die Zähne sind konisch und zugespitzt und auf der Prämaxillare und in der ersten Reihe im Unterkiefer ohne zweite Spitze. Auf dem ersten Kiemenbogen finden sich 12 bis 17 (meist 14) lange, schlanke Kiemenrechen.
- Flossenformel: Dorsale XV–XVII/7–9, Anale IX–XI/7–9.[1]

## Lebensweise
Archocentrus centrarchus kommt in Sümpfen und stehenden oder langsam fließenden Gewässern in Höhen von weniger als 50 Metern über dem Meeresspiegel vor und bevorzugt in diesen Gewässern flache und warme Bereiche. Der Lebensraum hat einen weichen Bodengrund (Schlamm, Falllaub), ist durch abgestorbenes Holz, dichte Wasserpflanzenvegetation, Schwimmpflanzen (Wasserhyazinthen) geprägt, ist relativ sauerstoffarm und hat eine Temperatur von 26 bis 36 °C. Im Nicaraguasee kommt die Art fast ausschließlich in großen Beständen von Armleuchteralgen (Chara) vor. Archocentrus centrarchus ernährt sich von Algen, Detritus, Wasserinsekten und deren Larven.

## Fortpflanzung
Laichwillige Weibchen haben eine schwarze untere Körperhälfte. Die Männchen balzen mit Flossenspreizen, Schwanzschlagen und rütteln mit gesenktem Kopf vor den Weibchen. Archocentrus centrarchus laicht immer offen, oft an senkrechten Flächen oder unter überhängendem Holz aber niemals in Höhlen. Mit einem durchschnittlichen Durchmesser von weniger als einem Millimeter sind die Eier ausgesprochen klein, das Gelege aber schon bei kleinen, nur 5 bis 7 cm langen Weibchen mit 300 bis 600 Eiern aber relativ groß. Die Eier werden vom Weibchen betreut, während das Männchen nur das Revier bewacht und knurrend eindringende Fische vertreibt. Die Knurrgeräusche bestehen aus kurzen, 0,5 bis 4 s dauernden Impulsen mit Frequenzen von 100 bis 1300 Herz. Bei einer Temperatur von 27 °C schlüpfen die Jungfische nach 3 Tagen. Sie werden von den Eltern in eine vorher ausgehobene Grube unterhalb des Laichsubstrats verbracht und nach dem Freischwimmen von beiden Eltern geführt.

## Systematik
Die Art wurde 1877 durch den amerikanischen Ichthyologen Theodore Nicholas Gill unter dem wissenschaftlichen Namen Heros centrarchus beschrieben, Archocentrus in derselben Arbeit als Untergattung von Heros. Terra typica ist der Nicaraguasee. Das Art-Epitheton centrarchus soll auf die äußerliche Ähnlichkeit der Art mit den nordamerikanischen Sonnenbarschen (Centrarchidae) hinweisen. Die Untergattung Archocentrus wurde später in den Gattungsrang erhoben und ihr wurden im Laufe der Zeit weitere Arten zugeordnet, darunter der Zebrabuntbarsch, der Zitronenbuntbarsch, der Sajica-Buntbarsch, der Gelbkopf-Buntbarsch, der Panama-Buntbarsch und der Schwarzgebänderte Buntbarsch. Heute ist die Gattung nach einer Revision der mittelamerikanischen heronien Buntbarsche monotypisch.